# 1919 en santé et médecine
| Années de la santé et de la médecine : 1916 - 1917 - 1918 - 1919 - 1920 - 1921 - 1922    |
| Décennies de la santé et de la médecine : 1880 - 1890 - 1900 - 1910 - 1920 - 1930 - 1940 |

Cet article présente les faits marquants de l'année 1919 en santé et médecine.

## Événements
- 1er février : levée de l'obligation de port du masque à San Francisco lors de la pandémie de grippe espagnole sur recommandation du Conseil sanitaire, en réponse à une pétition de la Ligue anti-masque au Conseil des superviseurs[1].
- 29 janvier : ratification du 18e amendement de la Constitution des États-Unis interdisant la consommation de boissons alcoolisées[2], complété le 28 octobre par le Volstead Act[3], et qui entrera en vigueur le 16 janvier 1920[4].
- 8 février : avis de l'École de l'aviation navale du Brésil « approuvant l'idée d'avoir des médecins dans cette unité[5] ».
- 20 février : fondation de la Société britannique de psychanalyse (British Psychoanalytical Society) par Ernest Jones et quelques membres opposés aux idées jungiennes de la Société psychanalytique de Londres (London Psychoanalytical Society[6]).
- 23 avril : l'Institut métapsychique international, récemment fondé par Jean Meyer et les médecins Rocco Santoliquido et Gustave Geley, est reconnu d'utilité publique[7].
- 5 juin : le Bulletin de l'armée brésilienne publie « les premières normes concernant l'aptitude physique à l'aviation  militaire[5] ».
- 1er octobre : ouverture de l'université de médecine de Cluj, en Roumanie[8].
- 25 octobre : une loi française étend aux maladies professionnelles les dispositions adoptées en 1898 pour les accidents du travail[9].
- 28 octobre : aux États-Unis, le Volstead Act élargit aux restaurants et bars l'interdiction de la production, la distribution et la vente de boissons alcoolisées[3].
- 22 novembre : un premier incendie ravage l'université de Montréal[10].
- 23 novembre : inauguration de la faculté de médecine de l'université de Strasbourg[11].
- 1919 :
  - Des jésuites et des étudiants en médecine fondent la Conférence Augustin-Fabre, aujourd'hui Centre Laennec Marseille[12].
  - Congrès médical international de Rome sur l'aptitude des aviateurs[5].
- 1918-1919 : pandémie de grippe espagnole[13].

## Publications
- Réédition de La Sélection humaine et parution de L'Homme stupide, de Charles Richet, ouvrages dont le second reprend les idées racialistes et eugénistes développées dès 1913 dans le premier[14].
- Martin Weiser, Medizinische Kinematographie[15], « vaste inventaire des usages médicaux de la cinématographie[16] ».

## Prix
- Prix Nobel de médecine : Jules Bordet (1870-1961) pour ses travaux sur le bacille de la coqueluche.

## Naissances
- 1er janvier : Marek Edelman (mort en 2009), cardiologue et homme politique polonais.
- 13 janvier : Horacio Etchegoyen, psychologue, psychiatre et psychanalyste argentin.
- 19 janvier : Robert Schilling (mort en 2014), hématologue américain.
- 20 janvier : Ray Smith (mort en 1999), agronome et entomologiste américain, spécialiste des arthropodes déprédateurs.
- 3 février : Maurice Goulon (mort en 2008), médecin français.
- 15 février : Antoni Prevosti Pelegrín (mort en 2011), naturaliste, biologiste, anthropologue et généticien espagnol.
- 21 février : Theodore Sourkes, biologiste et pharmacologue canadien.
- 25 février : Karl Pribram (mort en 2015), neurophysiologiste américain.
- 29 mars : Anne Ancelin Schützenberger, psychologue et psychothérapeute française.
- 1er avril : Joseph Murray (mort en 2012), chirurgien américain, lauréat du prix Nobel de médecine en 1990 pour la première transplantation rénale réussie.
- 2 avril : Roger Mucchielli (mort en 1981), philosophe, psychologue et neuropsychiatre français.
- 28 avril : Philippe Demers (mort en 1999), vétérinaire et homme politique québécois.
- 8 mai :
  - Stanislav Andreski (mort en 2007), sociologue anglo-polonais, auteur d'un essai sur l'histoire de la syphilis et du sida[17].
  - Leon Festinger (mort en 1989), psychosociologue américain, auteur de la théorie de la dissonance cognitive.
- 11 mai : Éliane Amado Levy-Valensi (morte en 2006), psychologue et psychanalyste française.
- 23 mai : Nicolas Abraham (mort en 1975), psychanalyste français.
- 28 mai : Aldjia Noureddine Benallègue, pédiatre, première femme médecin en Algérie.
- 29 mai : Jacques Genest, médecin québécois.
- 1er juin : Georges Nomarski (mort en 1997), ingénieur franco-polonais, inventeur du microscope à contraste interférentiel, instrument utile à la recherche en biologie médicale.
- 9 juin : Michel Dugast Rouillé (mort en 1987), morphologiste, nutritionniste et sexologue français, généalogiste et historien.
- 12 juin : Lionel Cinq-Mars (mort en 1973), phytopathologiste, botaniste et naturaliste québécois, auteur de travaux sur les maladies de la pomme de terre..
- 22 juin : Saïd Mestiri (mort en 2014), chirurgien et historien tunisien.
- 5 juillet : Franz Halberg (mort en 2013), biologiste roumain, pionnier de la chronobiologie, inventeur de l'adjectif circadien, a étudié l'influence de l'heure d'administration des médicaments.
- 19 juillet : Fritz Morgenthaler (mort en 1984), psychanalyste suisse.
- 19 août : Lucien Olivier (mort en 1994), médecin et archéologue français.
- 26 août : Marie-Antoinette Mulot (morte en 1999), pharmacienne et herboriste française.
- 28 août :
  - Godfrey Hounsfield (mort en 2004), ingénieur britannique, concepteur du premier scanner médical.
  - Claude Larre (mort en 2001, sinologue, spécialiste de la médecine chinoise traditionnelle.
- 29 août : Pierre Fugain (mort en 2009), médecin et résistant français.
- 30 août : Maurice Hilleman (mort en 2005), microbiologiste américain, spécialiste des vaccins.
- 31 août : Jacques Robin (mort en 2007), médecin français.
- 6 septembre : Wilson Greatbatch (mort en 2011), ingénieur américain, inventeur du premier pacemaker totalement implantable.
- 13 septembre : Frederick Kaufman (mort en 1985), chimiste américain d'origine autrichienne, connu pour son étude des sprays au chlorofluorocarbure.
- 19 septembre : Shuichi Kato (mort en 2008), médecin, historien et encyclopédiste japonais.
- 22 septembre : Silvio Fanti (mort en 1997), psychanalyste italien, inventeur de la « micropsychanalyse ».
- 5 octobre : Giliana Berneri (morte en 1998), médecin et femme politique française.
- 18 octobre : Zoël Saindon (mort en 1998), médecin et homme politique québécois.
- 14 novembre : Bruno Cormier (mort en 1991), psychanalyste et psychiatre québécois.
- 26 novembre : Vera Salvequart (morte en 1947), infirmière et étudiante en médecine allemande, exécutée pour crimes de guerre.
- 9 décembre : William Lipscomb (mort en 2011), chimiste et américain, auteur de travaux sur les protéines.
- 20 décembre : Robert Crane (mort en 2010), biochimiste américain connu pour sa découverte du cotransport sodium-glucose.
- 25 décembre : Paul David (mort en 1999), cardiologue et homme politique québécois.

1919 :
- Paul Cartier (mort en 2008), chirurgien québécois.
- Gérard Desrosiers, médecin de campagne québécois.
- Martha Harris, psychanalyste anglaise.
- Germaine Huot, orthophoniste québécoise.
- André Roussel (mort en 2011), hygiéniste français, spécialiste de la santé publique[18].
- Victor Smirnoff (mort en 1995), psychanalyste et neuropsychiatre français d'origine russe.
- Jean Ursin, médecin français, officier du corps de santé des armées, historien de la franc-maçonnerie.
- Li Zhisui (mort en 1995), médecin personnel de Mao Tsé-toung.
- Walter Züblin (mort en 1990), pédopsychiatre suisse[19].

## Décès
- 2 février : Hippolyte Bernheim (né en 1840), neurologue et psychothérapeute français.
- 7 février : Raphaël Blanchard (né en 1857), médecin et naturaliste français.
- 12 février : Hippolyte Morestin (né en 1869), anatomiste français, spécialiste de la chirurgie réparatrice.
- 15 février : Pieter Klazes Pel (né en 1852), médecin néerlandais.
- 21 février :
  - Henri Chaput (né en 1857), chirurgien français.
  - Mary Edwards Walker (née en 1832), chirurgienne américaine, militante féministe et abolitionniste.
- 25 février : André Chantemesse (né en 1851), médecin et biologiste français.
- 20 mars : François Hallopeau (né en 1842), dermatologue français.
- 4 avril : William Crookes (né en 1832), chimiste et physicien britannique, auteur d'études sur les phénomènes parapsychologiques.
- 18 avril : Charles Fernet (né en 1838), médecin et écrivain français.
- 22 avril : Jules Girard (né en 1847), chirurgien français.
- 14 mai : Henry Heinz (né en 1844), entrepreneur dans l'industrie agro-alimentaire, créateur du premier ketchup industriel.
- 21 mai : Victor Segalen (né en 1878), médecin, homme de lettres et sinologue français.
- 22 mai : Hermann Oppenheim (né en 1857), psychiatre et neurologue allemand.
- 6 juin : Nicole Mangin (née en 1878), seule femme médecin affectée au front durant la Première Guerre mondiale.
- 29 juin : José Gregorio Hernández (né en 1864), médecin vénézuélien, membre du Tiers-Ordre franciscain.
- 3 juillet : Victor Tausk (né en 1879), psychanalyste autrichien.
- 10 juillet : Abraham Jacobi (né en 1830), pédiatre américain d'origine allemande.
- 15 juillet : Emil Fischer (né en 1852), chimiste organicien allemand.
- 21 juillet : Gustaf Retzius (né en 1842), anatomiste et histologiste suédois.
- 27 juillet : Charles Abbott (né en 1843), médecin, naturaliste et archéologue américain.
- 8 août : Ernst Haeckel (né en 1834), médecin, biologiste et philosophe allemand.
- 11 août : Franz Nissl (né en 1860), neurologue, neuropathologiste et psychiatre allemand..
- 20 septembre : Émile Galtier-Boissière (né en 1857), pédiatre français [20].
- 11 décembre : Charles-Émile Troisier (né en 1844), médecin français.
- 29 décembre : William Osler (né en 1849), médecin canadien.

1919 :
- Alexander Macalister (né en 1844), anatomiste et zoologiste britannique.
- Lev Morokhovets (né en 1848), physiologiste russe.
- Edmond-Alfred Goupy (né en 1838), médecin et écrivain français.